# Малиновське міське поселення
Мали́новське міське поселення (рос. Малиновское городское поселение) — міське поселення у складі Совєтського району Ханти-Мансійського автономного округу Тюменської області Росії.
Адміністративний центр — селище міського типу Малиновський.
Населення міського поселення становить 3405 осіб (2017; 3700 у 2010, 3596 у 2002).

## Склад
До складу сільського поселення входять:
| Населений пункт                    | Населення, осіб (2002) | Населення, осіб (2010) |
| ---------------------------------- | ---------------------- | ---------------------- |
| Малиновський, селище міського типу | 2621                   | 2755                   |
| Юбілейний, селище                  | 975                    | 945                    |